# Royal Gorge Bridge
El Royal Gorge Bridge es una atracción turística cerca de Cañon City en Colorado (Estados Unidos). Situado en medio de un parque natural, fue en su día el puente con el vano más alto del mundo, es decir, el que está construido a mayor altura desde el suelo (el récord le fue arrebatado en 2001 por el puente Liuguanghe, en China). Sus dimensiones son 321 m de altura desde el tablero hasta el río Arkansas, 384 m de largo, 5 m de ancho y 268 m de luz del vano principal. Las torres que lo soportan tienen una altura de 46 m. La calzada es de madera, y sólo se permite el paso peatonal y de vehículos de servicio.
Fue construido en seis meses, entre junio de 1929 y noviembre del mismo año, con un coste de 350 000 dólares de la época. Fue nombrado en el Registro Nacional de Lugares Históricos de EE. UU. en 1983. Curiosamente el puente no fue construido con objetivo de ser usado para el transporte, sino simplemente como reclamo turístico de la zona. Además es uno de los lugares más visitados del estado de Colorado, se calcula que unas 200.000 personas pasan por él cada año.

## Enlaces de Interés
- Web oficial del Royal Gorge Bridge
- Fotos del Royal Gorge Bridge Archivado el 2 de abril de 2007 en Wayback Machine.

- Datos: Q1846516
- Multimedia: Royal Gorge Bridge / Q1846516